# Sensō-ji

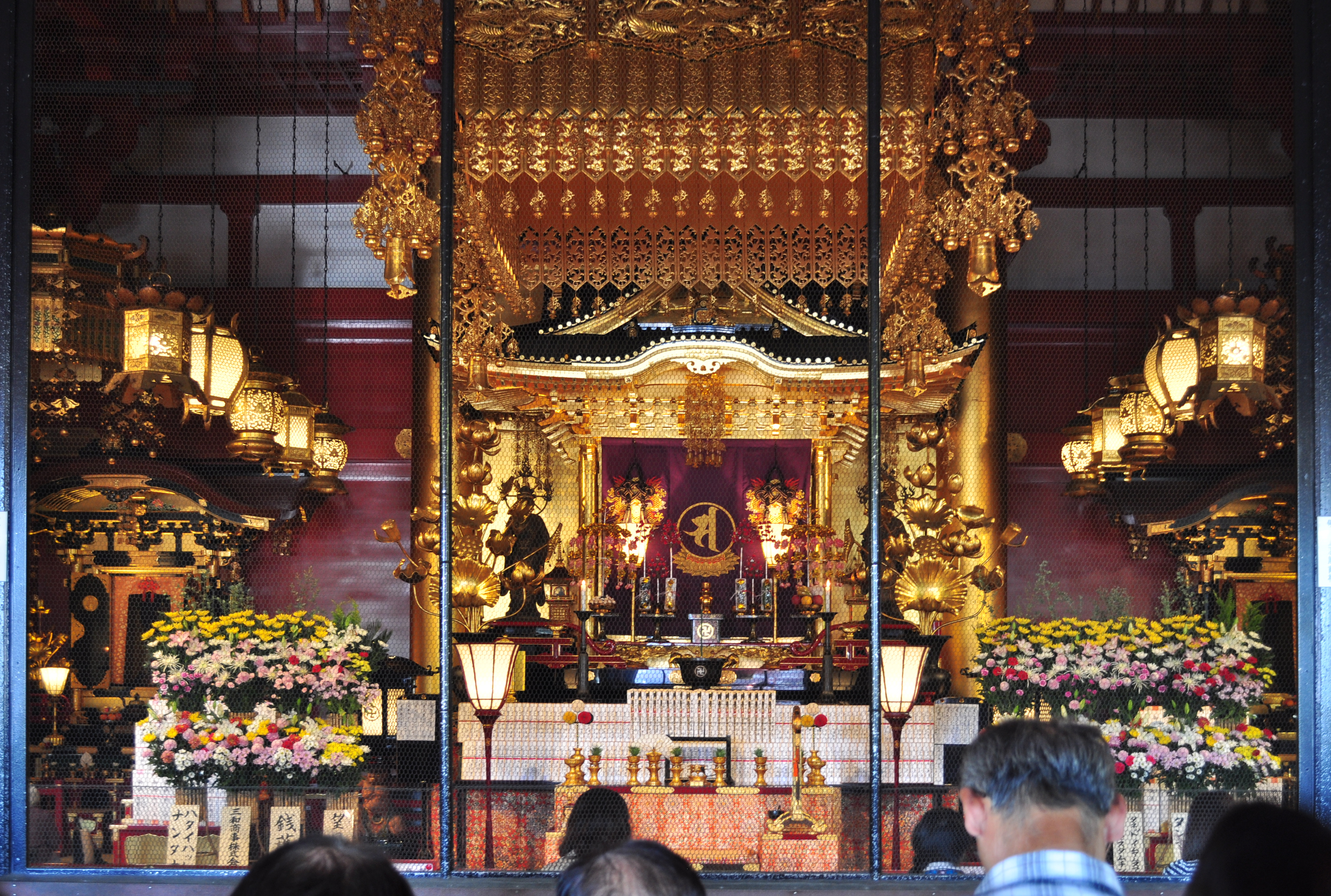
Wewnętrzne sanktuarium (naijin) widziane z zewnętrznego sanktuarium (gejin); w centralnej części znajduje się miniaturowa świątynka (zushi), w której jest ukryta statuetka (hibutsu-honzon) boginii Kannon

Sensō-ji (jap. 浅草寺) – najstarsza świątynia buddyjska w Tokio, położona w dzielnicy Taitō, ważne centrum kultu poświęcone bogini (bosatsu 菩薩) miłosierdzia, współczucia i życzliwości Kannon (także Kanzeon). Bierze ona na siebie cierpienie i pomaga odzyskać siły utracone w walce. Świątynia jest jedną z głównych atrakcji turystycznych stolicy Japonii, przyciąga co roku ok. 30 mln odwiedzających.

## Nazewnictwo
Pełna nazwa świątyni: 金龍山浅草寺 Kinryū-zan Sensō-ji. W użyciu także Asakusa-dera, Asakusa Kannon (popularnie: Asakusa). Złożenie zapisane znakami 浅草寺 jest czytane po sinojapońsku Sensō-ji, a po japońsku Asakusa-dera.
Na terenie tego buddyjskiego kompleksu świątynnego, w północno-wschodniej części – tuż obok głównego pawilonu Kannon-dō – znajduje się chram shintō o nazwie Asakusa-jinja.

## Historia
Wczesnym rankiem 18 marca 628 roku bracia Hamanari i Takenari Hinokuma łowili siecią ryby w rzece Sumida (wówczas nazywała się Miyato) i wyłowili posążek jakiejś postaci. Nie wiedzieli, co to jest i wrzucili go z powrotem do wody. Następnie zmieniali kilkakrotnie miejsce połowu, ale zamiast ryb wyławiali wciąż ten sam posążek, aż w końcu zabrali go ze sobą do domu.
Wódz ich wioski, Nakamoto Haji (lub Haji no Matsuchi), rozpoznał, iż jest to posążek bosatsu Kannon (Bogini Miłosierdzia – skt. Awalokiteśwara Bodhisattwa). Następnego dnia przebudował swój dom w małą świątynkę i poświęcił resztę życia buddyzmowi.
Tuż po pojawieniu się statuetki Kannon, w ciągu jednej nocy wyrosło w okolicy tysiąc sosen, a po trzech dniach znaleziono w tym lesie smoka o złotej łusce, który przybył z nieba. Dało to początek „górskiej” nazwie (sangō) świątyni „Kinryūzan” (Góra/Świątynia Złotego Smoka; napis ten widnieje na bramach Kaminari-mon i Hōzō-mon). Do dziś świątynny taniec wykonywany w Sensō-ji nazywa się „kinryū-no-mai” (taniec złotego smoka) jako główne wydarzenie ceremonii Honzon-Jigen-e.
Asakusa była wówczas małą wioską rybacką, położoną u ujścia rzeki do morza na rozległym pustkowiu regionu Musashino. Rozwijała się jednak szybko, gdyż coraz więcej ludzi przybywało, aby czcić Kannon, boginię miłosierdzia. W 645 roku kapłan buddyjski o imieniu Shōkai przybył z pielgrzymką do tego regionu i zbudował pawilon dla Kannon, ale po objawieniu, którego doznał we śnie, postanowił ukryć posążek, który do dziś nigdy nie był wystawiany. W połowie IX wieku mistrz Ennin (794–864, pośmiertnie: Jikaku daishi) wykonał kopię statuetki, którą umieszczono w centrum wewnętrznego sanktuarium do wystawiania publicznego.
W okresie Kamakura (1185–1333) siogunowie okazywali wielkie oddanie Sensō-ji, a jej znaczenie rosło. Stopniowo kolejne wybitne postacie, w tym dowódcy wojskowi i ludzie kultury, szli za ich przykładem. W 1590 roku Ieyasu Tokugawa, wybrał Sensō-ji jako świątynię tytularną rodu, w której odbywały się ich modlitwy. Również kolejni siogunowie rodu Tokugawa często odwiedzali Sensō-ji, a wiara w Kannon rozprzestrzeniła się wśród zwykłych ludzi w okresie Edo (1603–1867). W przeszłości świątynia była związana z sektą buddyzmu Tendai. Obecnie jest w gestii sekty Shō-Kannon.
Od końca XVIII wieku do XIX wieku miasto Edo rozwinęło się pod względem ludności w jedno z największych na świecie, o charakterystycznej kulturze z dzielnicą Asakusa jako jej centrum.

## Kompleks świątynny
Wchodząc na teren świątyni, przechodzi się najpierw przez Kaminari-mon (Bramę Gromu; formalna nazwa: Fūraijin-mon, główna brama strzeżona przez bogów wiatru i grzmotów), zewnętrzną bramę świątyni oraz symbol dzielnicy Asakusa. We wnękach po obu stronach bramy znajdują się figury Raijina (boga gromu) i Fūjina (boga wiatru). Została ona zbudowana po raz pierwszy w 942 roku przez dowódcę wojskowego Kinmasę Taira.
Następnie idzie się wąską alejką prowadzącą do głównego pawilonu świątyni. Nazywa się ona omotesandō, ale w tym przypadku z biegiem stuleci stała się pasażem handlowym o powszechnie znanej nazwie Nakamise-dōri. Ma on długość ok. 250 m i jest wypełniony po obu stronach straganami. Oprócz typowych japońskich pamiątek, takich jak yukata, czy wachlarze, są tam tradycyjne lokalne przekąski i słodycze. Uliczka powstała w latach 1688–1735, kiedy okolicznym mieszkańcom udzielono pozwolenia na zakładanie sklepów na drodze prowadzącej do świątyni.
Pasaż sklepików kończy się przy drugiej bramie świątyni, Hōzō-mon (Brama Skarbiec). Pierwotnie była zwana Niō-mon, ale po odbudowie w 1964 roku zmieniono nazwę, ponieważ służy ona również jako tradycyjne miejsce przechowywania świętych pism i skarbów świątynnych.
Główny budynek świątyni, Kannon-dō, i pięciopiętrowa pagoda znajdują się za bramą Hōzō-mon. Pagodę i bramę, podobnie jak Kaminari-mon, zbudował w 942 roku Kinmasa Taira. Ich obecny wygląd jest wynikiem rekonstrukcji dokonanych po II wojnie światowej.
Chram shintō, Asakusa-jinja, zbudowany w 1649 roku przez Iemitsu Tokugawę, stoi kilkadziesiąt metrów od głównego budynku świątyni.
Z biegiem lat teren ten i obiekty sakralne przechodziły liczne zmiany, a dwukrotnie były prawie całkowicie zniszczone: wskutek trzęsienia ziemi w 1923 roku i podczas II wojny światowej.

## Festiwale
W ciągu roku różnego rodzaju uroczystości, święta i festiwale odbywają się w świątyni i jej otoczeniu. W dniach 17 i 18 marca organizowany jest festiwal Honzon-Jigen-e dla uczczenia pojawienia się Kannon w 628 roku. Jest on obecnie traktowany jako rodzaj prologu do Sanja Matsuri (Festiwalu Trzech Chramów) organizowanego w trzeci piątek, sobotę i niedzielę maja dla upamiętnienia obu rybaków i wodza wioski – „założycieli" świątyni. Festiwal gromadzi rzesze ludzi z bardzo różnych środowisk społecznych, które na co dzień żyją daleko od siebie. Oprócz rzemieślników, artystów, przebranych aktorów, swoją obecność zaznaczają także przedstawiciele gangów yakuza, którzy prezentują w czasie festiwalu swoje liczne tatuaże.
Inne wydarzenia to m.in. odbywający się od 1981 roku, obok świątyni, sierpniowy Asakusa Samba Carnival i grudniowy festiwal Osame no Kannon Goennichi, połączony z Hagoita-ichi (targ Hagoita), podczas którego sprzedawane są bogato zdobione, drewniane rakietki (hagoita) używane w tradycyjnej, ale już zanikającej, noworocznej grze dziewcząt o nazwie hanetsuki. Tradycyjne wersje przedstawiają aktorów teatru kabuki i eleganckie piękności z minionych wieków, ale można również znaleźć wizerunki gwiazd filmu i TV, zapaśników sumō, czy nawet postaci z anime.

## Galeria

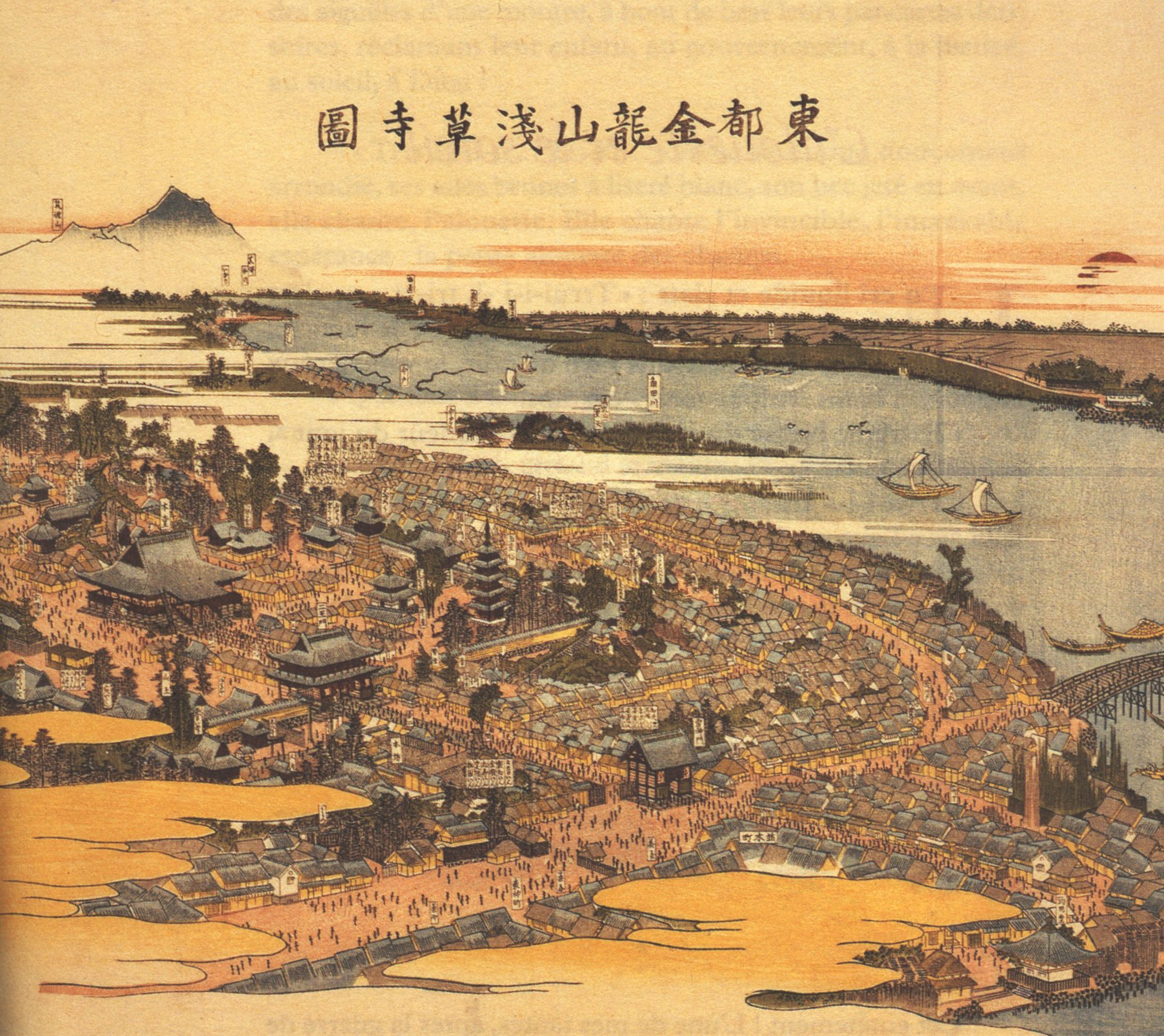
Hokkei Totoya (1780–1850), Panorama, 1820
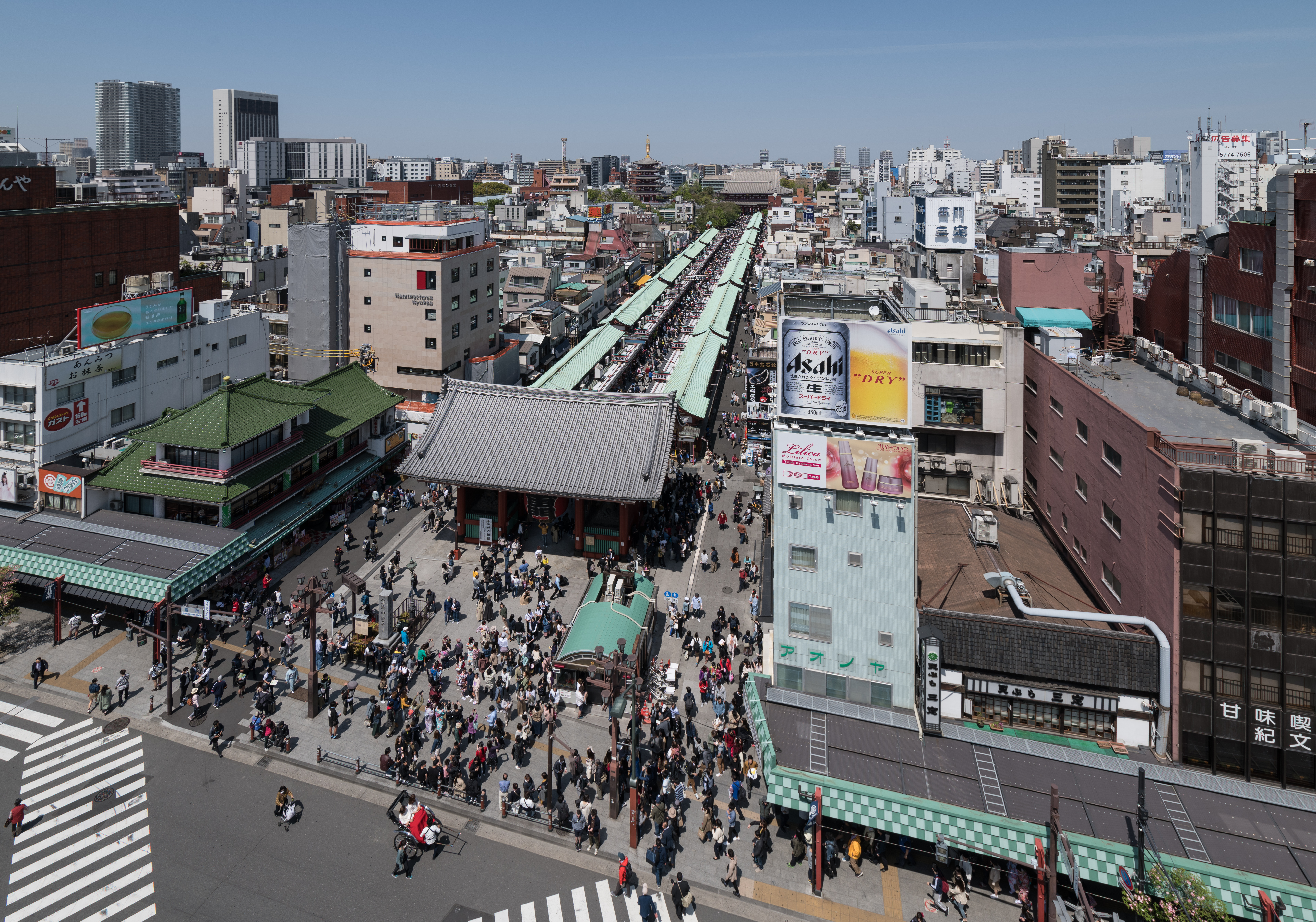
Widok z góry na teren świątyni
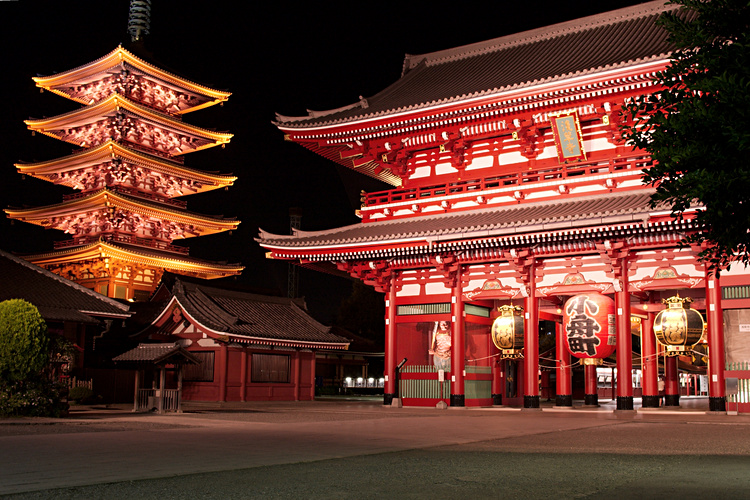
Hōzō-mon i pagoda
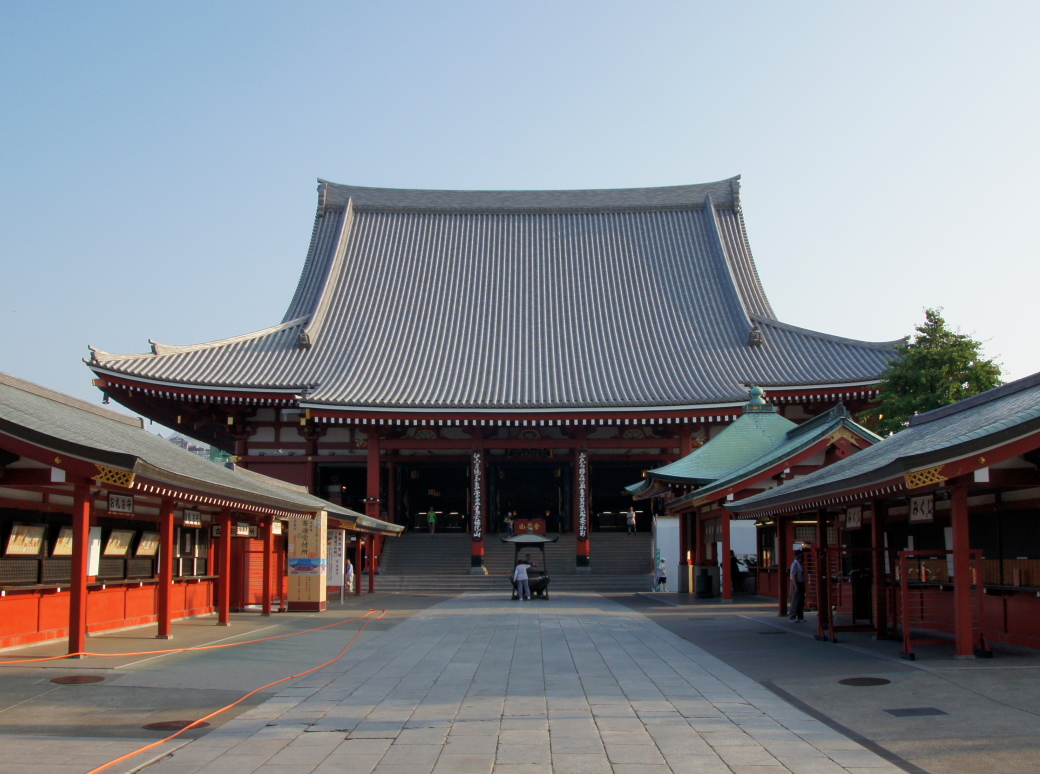
Kannon-dō (główny pawilon)
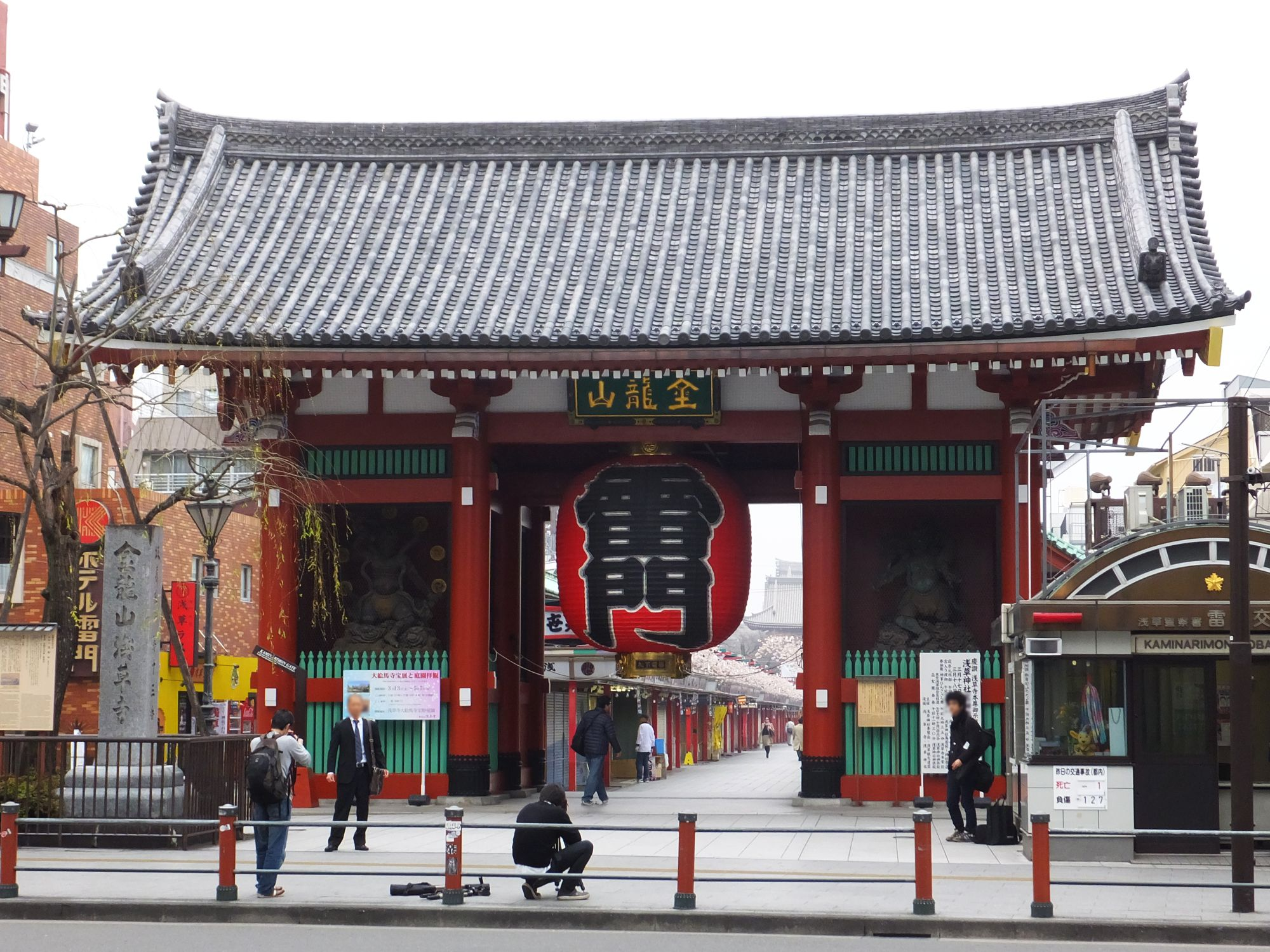
Kaminari-mon
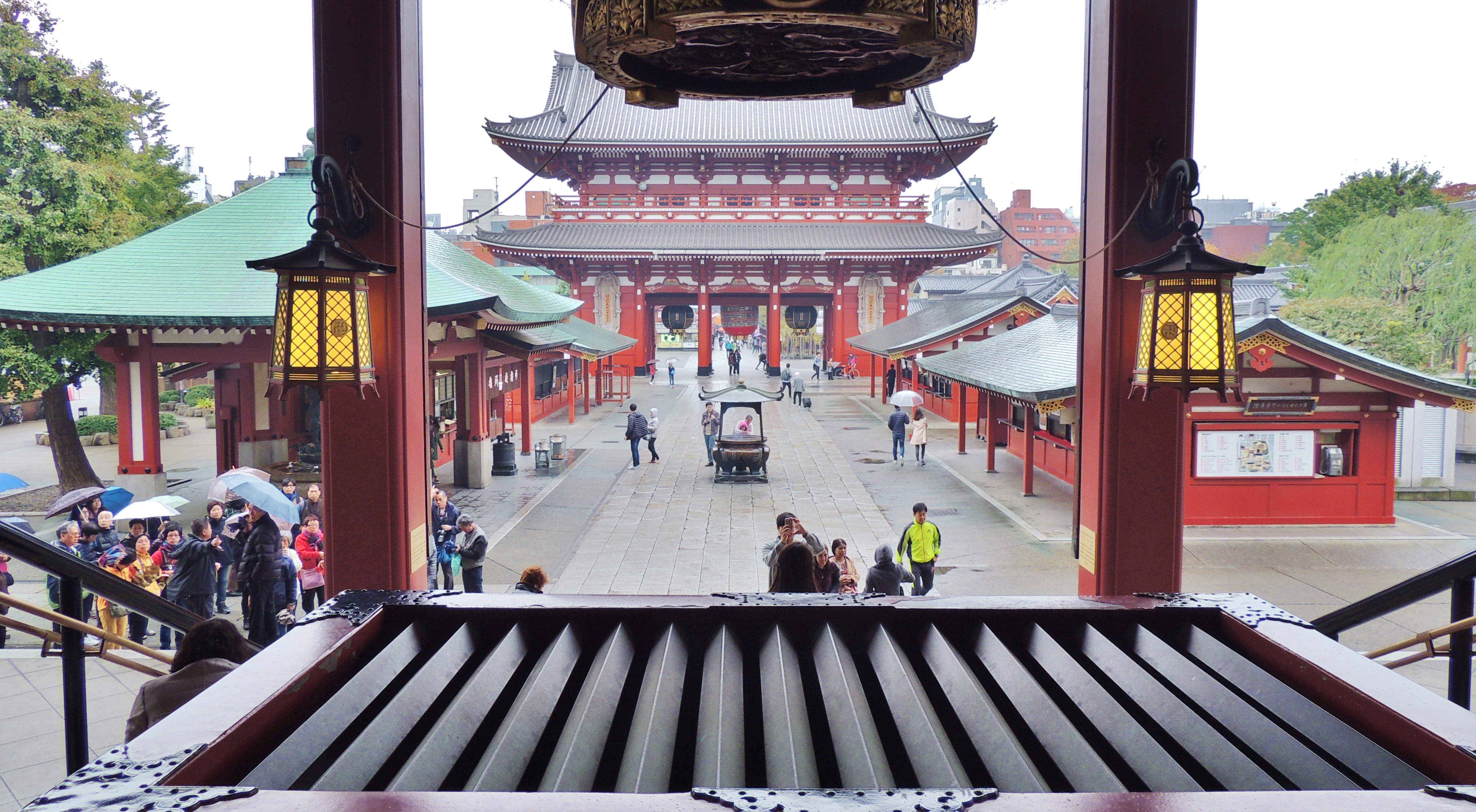
Sensō-ji, na pierwszym planie skrzynia na ofiarę dla świątyni, w głębi Hōzō-mon
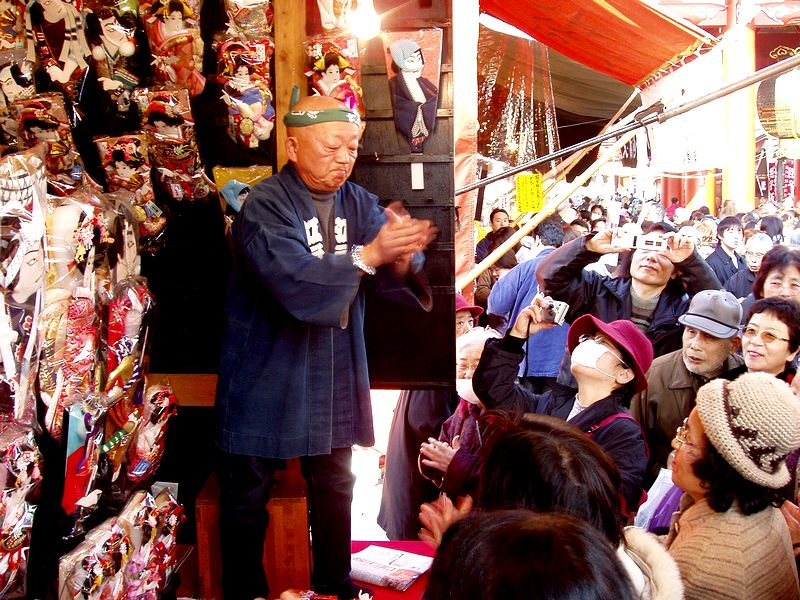
Sprzedawca hagoita
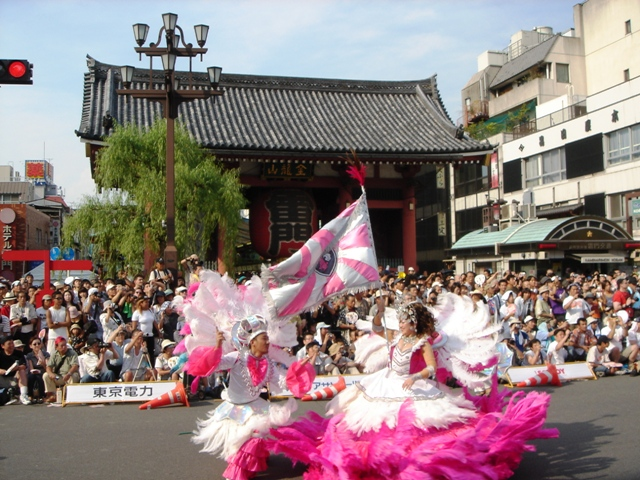
Asakusa Samba Carnival, 2007
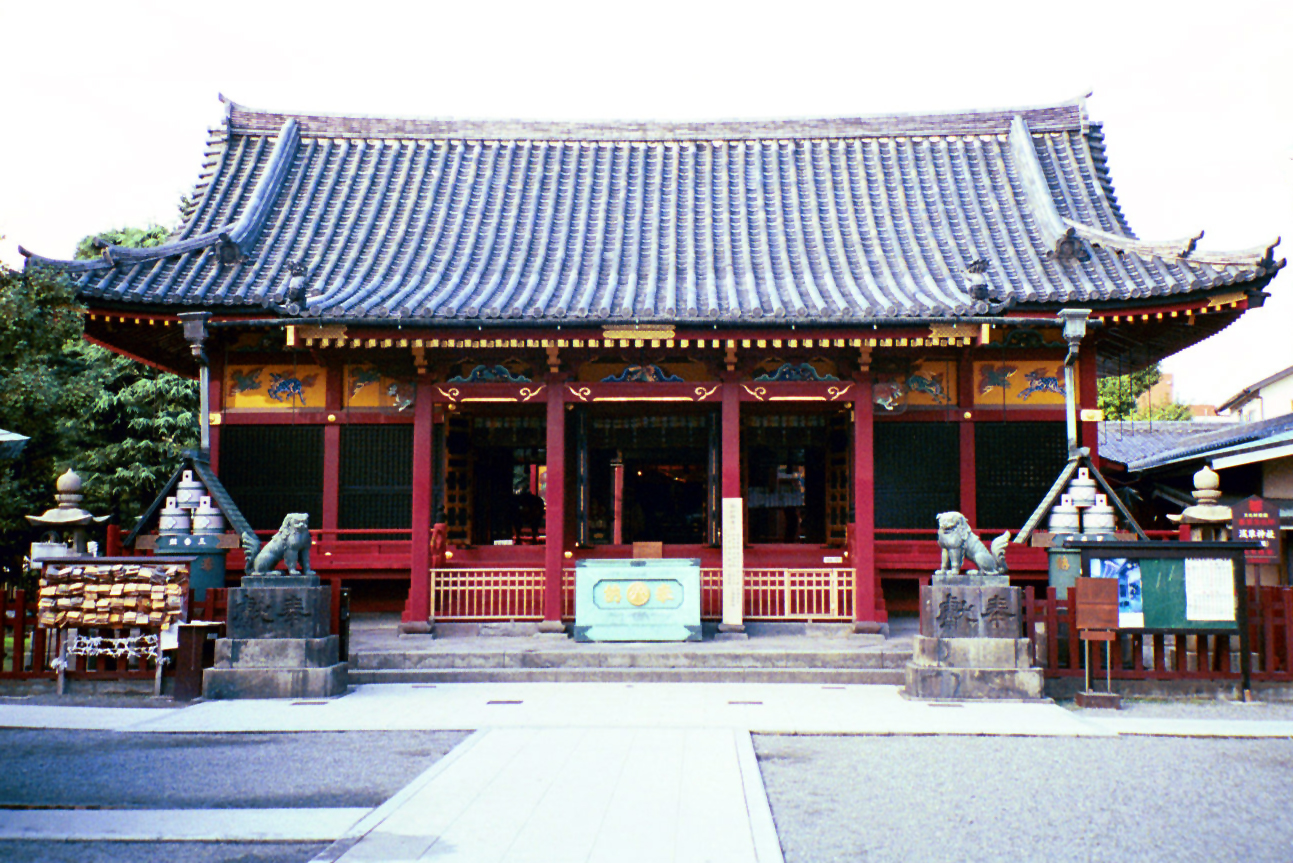
Chram Asakusa (shintō)
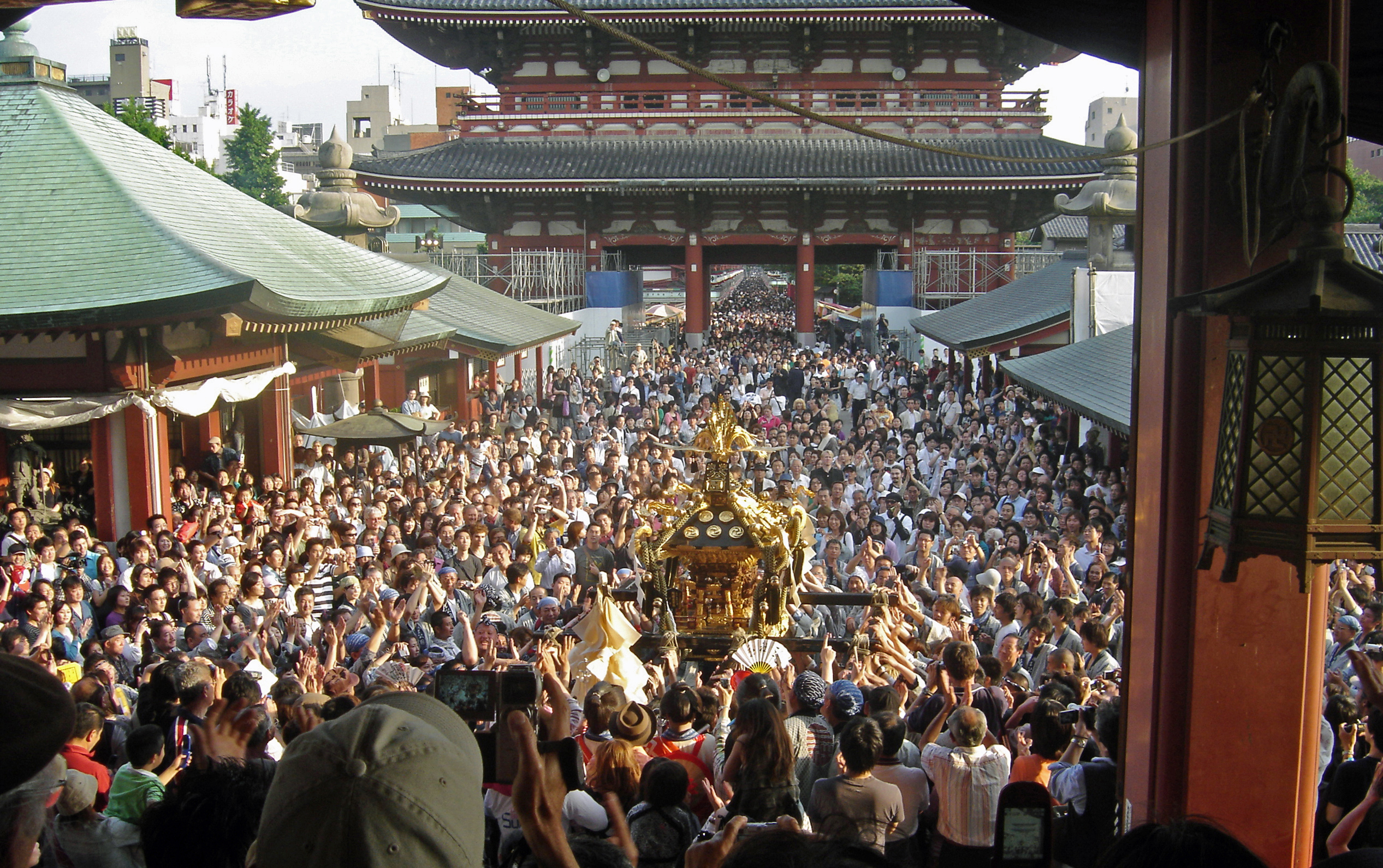
Sanja Matsuri
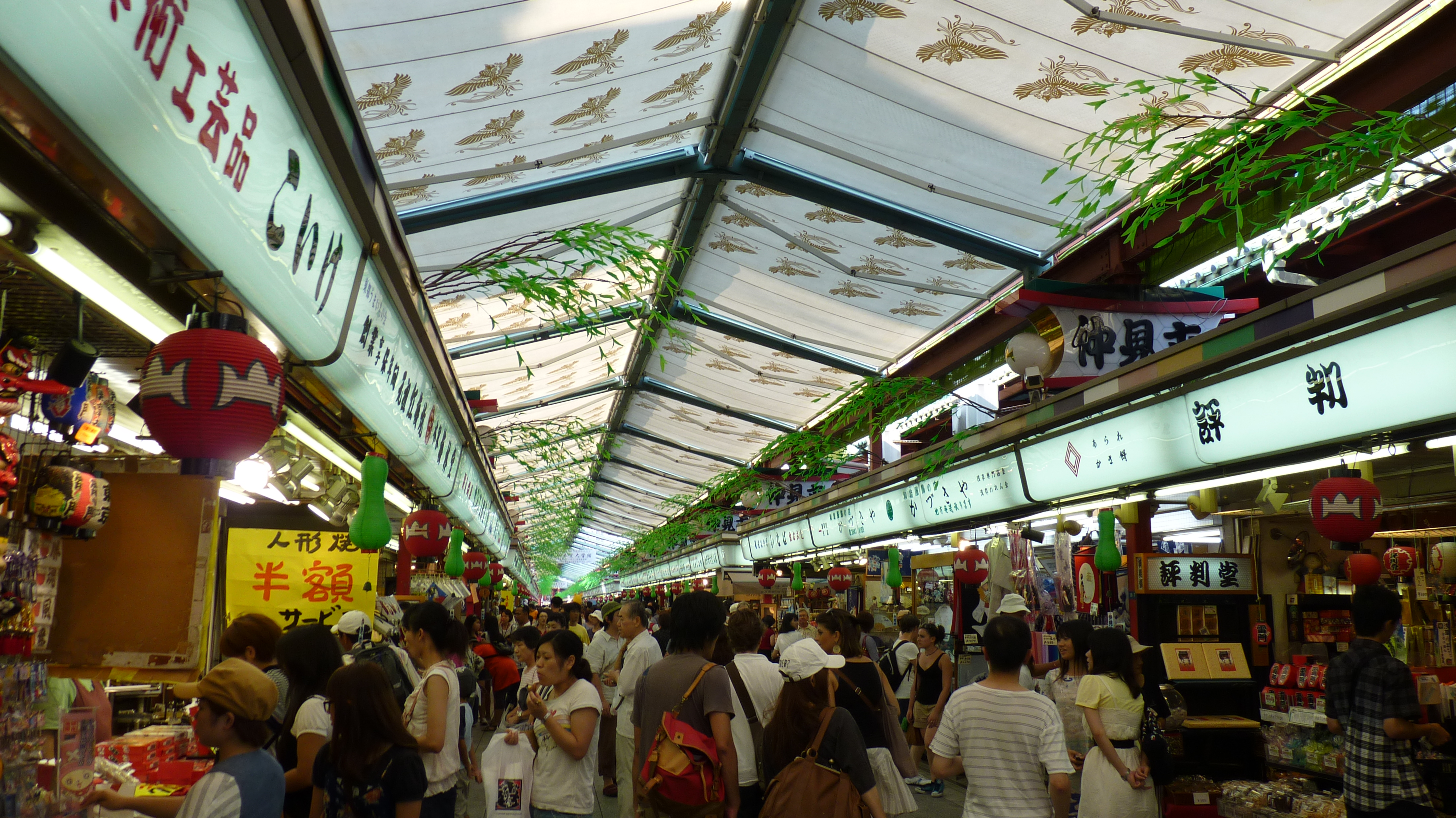
Nakamise-dōri